# Karl Frederik af Baden
Storhertug Karl Frederik af Baden (tysk: Großherzog Karl Friedrich von Baden; 22. november 1728 – 10. juni 1811) var markgreve af Markgrevskabet Baden-Durlach fra 1738 til 1771, markgreve af Baden fra 1771 til 1803, kurfyrste af Baden fra 1803 til 1806 og den første storhertug af Baden fra 1806 til sin død i 1811.
Karl Frederik var en af oplysningstidens mest ansete regenter. Han ophævede livegenskabet, fremmede den økonomiske udvikling og var selv forfatter til flere værker i fysiokratismens ånd.
Med en regeringstid på 73 år er han en af de længst regerende fyrster i Europas historie.

## Biografi
Karl Frederik blev født den 22. november 1728 i Karlsruhe som ældste søn af Arveprins Frederik af Baden-Durlach og Amalie af Nassau-Dietz, datter af Fyrst Johan Vilhelm Friso af Nassau-Dietz. Da hans fader døde i 1732, seks år før sin egen fader Markgreve Karl 3. Vilhelm af Baden-Durlach, blev han aldrig markgreve. I stedet blev det Karl Frederik, der efterfulgte sin bedstefader som markgreve ved dennes død i 1738. Da Karl Frederik var mindreårig, blev der indført en formynderregering under ledelse af hans fars fætter, Prins Karl August af Baden-Durlach, indtil han blev erklæret myndig i 1746 og selv kunne overtage regeringen.
I 1771 uddøde den bernhardinske linje af Huset Baden, der havde regeret over Markgrevskabet Baden-Baden. De to markgrevskaber blev herefter forenet, og Karl Frederik blev markgreve over det forenede Markgrevskab Baden.
I 1803 blev Karl Frederik ophøjet til kurfyrste.
I forbindelse med opløsningen af det Tysk-romerske rige i 1806 ophøjede Napoleon Markgrevskabet Baden til et storhertugdømme, og Baden fik tildelt så mange nye territorier, at arealet blev femdoblet.
Storhertug Karl Frederik døde i Karlsruhe den 10. juni 1811. Han blev efterfulgt som storhertug af sin ældste sønnesøn Karl.

### Ægteskaber og børn
Karl Frederik giftede sig første gang 28. januar 1751 med Caroline Louise af Hessen-Darmstadt, datter af Ludvig 8. af Hessen-Darmstadt. De fik fem børn:
- Karl Ludvig (1755-1801), Arveprins af Baden. Hans søn Karl efterfulgte Karl Frederik som storhertug i 1811.
- Frederik (1756-1817)
- Ludvig (1763-1830), Storhertug af Baden i 1818.
- søn (1764–1764)
- Louise Caroline (1767-1767)

Markgrevinde Caroline Louise døde i Paris 8. april 1783. Karl Frederik giftede sig anden gang 24. november 1787 i et morganatisk ægteskab med Luise Karoline Geyer von Geyersberg. Ægteskabet var morganatisk, og børnene der blev født i ægteskabet havde ikke arveret. Luise Karoline fik i forbindelse med ægteskabet tildelt titel af Freifrau von Hochberg og i 1796 blev hun ophøjet til Gräfin von Hochberg. De samme titler blev båret af hendes børn. I 1817 blev børnene af dette ægteskab tildelt fuld arveret, og Luise Karoline blev ophøjet til Prinsesse af Baden: 
- Leopold (1790–1852), storhertug af Baden i 1830
- Vilhelm (1792-1859)
- Friedrich Alexander Freiherr von Hochberg (1793-1793)
- Amalie (1795-1869), gift i 1818 med Fyrst Karl Egon 2. af Fürstenberg
- Maximilian (1796-1882)